# امامزاده قاسم (جوین)
امامزاده قاسم؛ نام امامزاده‌ای تاریخی مربوط به دورهٔ ایلخانی تا دورهٔ تیموری است و در شهرستان جوین، شمال روستای سیرغان واقع شده و این اثر در تاریخ ۲۴ اسفند ۱۳۸۴ با شمارهٔ ثبت ۱۵۲۵۳ به‌عنوان یکی از آثار ملی ایران به ثبت رسیده‌است.